# Herluf Bidstrup
Herluf Bidstrup (ur. 12 września 1912 w Berlinie, zm. 26 grudnia 1988 w Lillerød) – duński rysownik-karykaturzysta, komunista. Na podstawie jego szkiców Lew Atamanow zrealizował filmy animowane pt. Skamiejka (1967) oraz Możemy to zrobić (1970).